# Izabela de Warenne
Izabela de Warenne, właściwie: Isabella de Warenne (ok. 1253 – ok. 1296) – królowa Szkocji jako żona Jana Balliola.

## Rodzina
Była drugą córką Jana de Warenne, siódmego earla Surrey. Jej ojciec był zaufanym dwóch kolejnych królów Anglii – Henryka III (przyrodniego brata Alicji de Lusignan) i Edwarda I. Dowodził wojskami angielskimi podczas podboju Walii i szkockiej wojny o niepodległość. Podczas tej ostatniej wojny, został pokonany przez Williama Wallace'a i Andrew de Moraya w bitwie pod Stirling, ale zwyciężył do pod Falkirk.
Jej matką była Alicja de Lusignan. I tak jej dziadkami od strony matki byli: Hugo X de Lusignan i Izabela d'Angoulême (wdowa po królu Anglii – Janie bez Ziemi).

## Małżeństwo
Poślubiła Jana Balliola, ósmego barona Bywell w 1281. W 1292 Jan został przez Szkotów wybrany na nowego króla i rok później Jan i Izabela zostali koronowani na króla i królową. Para miała syna (i prawdopodobnie 4 innych dzieci):
- Edwarda Balliola, króla Szkocji (zm. 1364),
- księżniczkę Alinore Balliol,
- księżniczkę Annę Balliol,
- księżniczkę Agness Maud Balliol,
- księcia Henryka Balliola (zm. 16 grudnia 1332, w bitwie pod Annan).

Nie wiadomo, kiedy zmarła Izabela, ale przyjmuje się, że nastąpiło to po 1296, czyli po tym jak Jan abdykował i Anglicy wywiezli go do Anglii i zamknęli w Tower of London.